# بيلار كينتانا
بيلار كينتانا (بالإسبانية: Pilar Quintana)‏ هي كاتِبة كولومبية، ولدت في 1972.